# Deividas Sirvydis
Deividas Sirvydis (Vilnius, 10 giugno 2000) è un cestista lituano.

## Carriera
È stato selezionato dai Dallas Mavericks al secondo giro del Draft NBA 2019 (37ª scelta assoluta).

## Statistiche

### NBA

#### Regular Season
| Anno      | Squadra         | PG | PT | MP  | TC%  | 3P%  | TL%  | RP  | AP  | PRP | SP  | PP  |
| --------- | --------------- | -- | -- | --- | ---- | ---- | ---- | --- | --- | --- | --- | --- |
| 2020-2021 | Detroit Pistons | 20 | 0  | 6,7 | 35,0 | 35,7 | 50,0 | 1,5 | 0,3 | 0,1 | 0,0 | 2,1 |
| 2021-2022 | Detroit Pistons | 3  | 0  | 9,0 | 10,0 | 14,3 | -    | 2,0 | 0,3 | 1,0 | 0,3 | 1,0 |
| Carriera  | Carriera        | 23 | 0  | 7,0 | 30,0 | 31,4 | 50,0 | 1,5 | 0,3 | 0,2 | 0,0 | 1,9 |

### Eurocup
| Anno      | Squadra       | PG | PT | MP   | TC%  | 3P%  | TL%  | RP  | AP  | PRP | SP  | PP   |
| --------- | ------------- | -- | -- | ---- | ---- | ---- | ---- | --- | --- | --- | --- | ---- |
| 2017-2018 | Rytas Vilnius | 2  | 0  | 2,6  | 0,0  | -    | -    | 0,0 | 0,0 | 0,0 | 0,0 | 0,0  |
| 2018-2019 | Rytas Vilnius | 17 | 11 | 14,2 | 48,4 | 46,3 | 76,5 | 1,9 | 0,6 | 0,1 | 0,0 | 5,4  |
| 2019-2020 | Rytas Vilnius | 16 | 4  | 15,5 | 43,9 | 38,2 | 86,7 | 2,8 | 0,7 | 0,2 | 0,0 | 6,6  |
| 2023-2024 | Lietkabelis   | 16 | 15 | 31,2 | 50,8 | 42,3 | 83,1 | 4,4 | 2,6 | 0,9 | 0,0 | 18,9 |
| Carriera  | Carriera      | 51 | 30 | 19,5 | 48,5 | 42,0 | 82,6 | 2,9 | 1,2 | 0,4 | 0,0 | 9,8  |

## Palmarès

### Competizioni nazionali
- Coppa di Lituania: 2

Lietuvos rytas: 2018-19
Žalgiris Kaunas: 2024-25
- Campionato lituano: 1

Žalgiris Kaunas:  2024-25

### Competizioni giovanili
- Euroleague Basketball Next Generation Tournament: 1

Lietuvos rytas: 2017-18

### Individuale
- All-Eurocup Second Team: 1

Lietkabelis: 2023-24